# ولسوالی پل حصار
ولسوالی پُلِ حصار یکی از ۱۵ ولسوالی‌‌‌‌ ولایت بغلان، به مرکزیت شهر مرکزپل در شمال افغانستان است. پُلِ حصار از ولسوالی‌های درجه سوم و ولایت بغلان بوده، ۸۹۸ کیلومترمربع مساحت دارد و دهمین ولسوالی بزرگ بغلان می‌باشد. این ولسوالی با ۳۶٬۱۳۷ نفر جمعیت در سال ۱۳۹۹، هشتمین ولسوالی پر چمعیت ولایت بغلان است.
این ولسوالی در سال ۲۰۰۵ از ولسوالی اندراب جدا شد. پل حصار از طریق قریه پارندی با منطقه بازارک مرکز ولایت پنجشیر سرحد دارد. تولیدات زراعتی این ولسوالی بیشتر تریاک می‌باشد.

## جغرافیا
ولسوالی پُلِ حصار از شمال با ولسوالی‌های ده‌صلاح و خوست‌ و‌ فِرِنگ، از جنوب و شرق با ولایت پروان و از شرق با ولسوالی‌ اندراب محدود می‌باشد. مرکزپل مرکز این ولسوالی از شهر پلخمری ۱۲۵ کیلومتر فاصله دارد.
ولسوالی پُلِ حصار از ولسوالی‌های سرسبز و کوهستانی ولایت بغلان است که حدود ۴۰ نفر در هر کیلومتر مربع آن زندگی می‌کنند. آب و هوای پُلِ حصار سرد و خشک است و متوسط دما ۲- درجه سانتی‌گراد است. گرم‌ترین ماه آن، ماه اسد با ۱۴ درجه سانتی‌گراد و سردترین ماه آن، ماه دلو با ۱۸- درجه سانتی‌گراد می‌باشد. میزان بارش به طور میانگین ۷۸۸ میلی متر در سال است. مرطوب‌ترین ماه آن، ماه حوت با ۱۹۶ میلی‌متر و خشک‌ترین ماه آن، ماه اسد با ۱۰ میلی‌متر بارندگی است.

## منبع‌ها
1. ↑  «برآورد نفوس کشور:١٣٩٩» (PDF). اداراه احصائیه مرکزی افغانستان. ٢٨ می ٢٠٢٠. بایگانی‌شده از اصلی (PDF) در ۳ ژوئیه ۲۰۲۰. دریافت‌شده در ٢٨ می ٢٠٢١.
2. ↑  «Baghlan A Socio-Economic and Demographic Profile» (PDF). صندوق جمعیت سازمان ملل متحد. اداره مرکزی آمار افغانستان. دریافت‌شده در ۱۲-۱۲-۱۳۹۰. تاریخ وارد شده در |تاریخ بازدید= را بررسی کنید (کمک)[پیوند مرده]
3. ↑  Ang kasarangang giiniton ۸  °C . Ang kinainitan nga bulan Hulyo, sa ۲۲  °C , ug ang kinabugnawan Enero, sa −۸ °C